# Équipe d'Allemagne masculine de basket-ball
Cet article traite de l'équipe masculine. Pour l'équipe féminine, voir Équipe d'Allemagne féminine de basket-ball.
Maillots
L'équipe d'Allemagne masculine de basket-ball (en allemand : Deutsche Basketballnationalmannschaft ou Die Mannschaft) est l'équipe nationale qui représente l'Allemagne dans les compétitions internationales masculine de basket-ball. Elle est placée sous l'égide de la Fédération allemande de basket-ball (Deutscher Basketball Bund). L'équipe est affiliée à la FIBA depuis 1934. Son surnom est "Die Mannschaft", ce qui signifie « l'équipe ».
Entre 1949 et 1990, des équipes nationales allemandes distinctes ont été reconnues par la FIBA en raison de l'occupation alliée. La DBB représentait la République fédérale d'Allemagne (appelée Allemagne de l'Ouest de 1949 à 1990), tandis que l'équipe d'Allemagne de l'Est représentait la République démocratique allemande (1952-1990). Les deux pays fusionneront plus tard, après la réunification en 1990.
Les plus grands exploits de l'Allemagne à ce jour sont ses 25 participations à l'EuroBasket, remportant l'or en 1993, l'argent en 2005 et le bronze en 2022. L'Allemagne a participé à sept Coupe du monde, remportant l'or en 2023 et le bronze en 2002. Aux Jeux olympiques, parmi les sept participations de l'Allemagne, sa meilleure performance est une quatrième place en 2024.

## Histoire

### Les débuts (1934-1939)
L’Allemagne est devenue membre de la FIBA en 1934. Après avoir refusé de participer à la toute première compétition européenne en 1935, l’équipe nationale fait ses débuts sur la scène internationale aux Jeux olympiques de 1936 en tant qu’hôte à Berlin. C’est aussi le premier tournoi de basket-ball tenu aux Jeux olympiques.
En entrant dans la compétition, l’Allemagne joue son premier match contre la Suisse, que l’équipe perd 25-18. Cette défaite envoye l’équipe dans le tournoi de consolation pour terminer le tournoi. Après le tournoi, l’Allemagne ne participe pas aux éditions 1937 et 1939 de l’EuroBasket, en raison de la montée continue de l’Allemagne nazie à la fin des années 1930.

### Après la guerre (1946-1989)
Après la Seconde Guerre mondiale, l’équipe est interdite de participer à des compétitions internationales jusqu’en 1950. Le pays est également divisé en Allemagne de l’Ouest et l’Allemagne de l’Est, après la fin de l’occupation alliée en 1949. Toujours en 1949, en octobre de cette année, la Fédération allemande de basket-ball est fondée. L’équipe nationale de l’Allemagne de l’Est devient membre de la FIBA en 1952.
À la fin de sa suspension internationale, l’Allemagne de l’Ouest participe à l’EuroBasket 1951 tenu à Paris. L’équipe commence par deux lourdes défaites, avant de remporter sa première victoire dans la compétition contre l’Écosse 25-69. Avec un bilan de (1–2) après la phase préliminaire, l’Allemagne de l’Ouest est éliminée et participe à la phase de classification. Dans celle-ci, l’équipe perd quatre de ses cinq matchs, avec sa seule victoire contre le Portugal 47-39. L’Allemagne de l’Ouest termine l’épreuve à la 12e place sur les 18 équipes de l’époque.
Deux ans plus tard, l’Allemagne de l’Ouest fait sa deuxième apparition au tournoi EuroBasket 1953 à Moscou. L’équipe finit à nouveau la phase préliminaire avec un bilan de 1 victoire pour 2 défaites, cette fois avec sa seule victoire contre la Suède 37-65. En entrant dans les tours de classement, l’Allemagne de l’Ouest remporte deux victoires de plus et essuie trois autres défaites. Avec un bilan de 3 victoires et 5 défaites, l’équipe termine la compétition à la 14e place.
Après des performances médiocres dans ses deux premières apparitions aux championnats d'Europe, l’Allemagne de l’Ouest se qualifie pour la compétition seulement quatre fois (1955, 1957, 1961, 1965) dans leurs neuf tentatives suivantes sur 16 ans. Le meilleur résultat pour l’équipe nationale au cours de cette période, est sa 13e place en 1957.
L’Allemagne de l’Ouest participe au Championnat d’Europe en tant qu’hôte en 1971. L’équipe ne passe pas le tour préliminaire une fois de plus. Un an plus tard, l’Allemagne de l’Ouest accueille les Jeux olympiques de 1972 à Munich. C’est la deuxième fois que l’événement olympique se tient sur le sol allemand. L’équipe commence la compétition dans le groupe B, où elle perd ses deux premiers matchs, avant de vaincre les Philippines 93-74. Cependant, l’Allemagne de l’Ouest finit avec un bilan équilibré (2-2) après la phase de groupes, avant d’être reléguée au classement. Dans la phase de classification, l'Allemagne perd deux matches de plus avant d’être éliminée. Après les Jeux olympiques, l’Allemagne de l’Ouest ne réussit pas à se qualifier pour une importante compétition internationale pour le reste des années 1970.
Neuf ans après son dernier tournoi international, l’équipe se qualifie pour l’EuroBasket 1981. Deux ans plus tard, l’équipe revient sur la scène continentale à EuroBasket 1983. Composée par un groupe de jeunes joueurs comme Detlef Schrempf, Uwe Blab et d’autres, l’Allemagne de l’Ouest participe à la compétition dans le groupe B. Lors de ses quatre premiers matchs de poule, l’équipe bat Israël 77-70 dans son dernier match de poule et finit avec un bilan de 2 victoires pour 2 défaites. Cependant, l'Allemagne termine à égalité avec les Pays-Bas et est éliminée en raison de sa défaite contre eux plus tôt dans le tournoi.
En 1984, l’Allemagne de l’Ouest fait sa troisième apparition aux Jeux olympiques de Los Angeles, après avoir remplacé l’Union soviétique, qui boycotte l’événement pour des raisons politiques. Lors du tournoi, l’équipe se rend en quart de finale de la compétition pour la première fois, avant d'être éliminé par les États-Unis (dans laquelle joue Michael Jordan).
Derrière la performance encourageante de l’équipe aux Jeux olympiques précédents, l’Allemagne de l’Ouest, en tant qu’hôte d’EuroBasket 1985, cherche à poursuivre sur cette lancée. Le premier match est contre les Pays-Bas, où l’équipe domine du début à la fin dans une victoire de 104-79. L’Allemagne de l’Ouest remporte ses quatre matches de la phase de groupes pour atteindre les quarts de finale. Là, l’équipe affronte l’Espagne et s'incline. L’Allemagne de l’Ouest remporte ses deux matchs dans la phase de classement, pour finir à la 5e place du tournoi.
L’année suivante, l’Allemagne de l’Ouest participe à la Coupe du Monde FIBA 1986, après avoir gagné sa qualification par un tournoi de qualification européen. Ayant fait leur première apparition dans la compétition, et sans les joueurs clés Detlef Schrempf et Uwe Blab en raison du fait que les joueurs de la NBA ne pouvaient pas participer aux compétitions internationales à l’époque, l’Allemagne de l’Ouest ne réussit pas à sortir de la phase de poules. En 1987, l’Allemagne de l’Ouest se qualifie pour son dernier tournoi au cours des années 1980. À l'EuroBasket 1987, l’équipe obtient des résultats légèrement meilleurs, puisqu’elle est éliminée en quart de finale.

### La réunification et premier titre européen (1989-1999)
Après la chute du mur de Berlin en 1989 et la réunification de l’Allemagne en 1990, une équipe nationale allemande unifiée se qualifiée pour son premier tournoi aux Jeux olympiques de 1992. Avec la levée par la FIBA d'une règle qui empêche les joueurs de la NBA de participer à des compétitions internationales, des joueurs comme Detlef Schrempf et Uwe Blab peuvent représenter l’équipe nationale pour la première fois depuis 1985. Dans le groupe A de la compétition, l’Allemagne remporte son premier match contre l’Espagne (83-74). Après avoir évité de justesse une défaite lors de leur deuxième match contre l’Angola 63-64, l’équipe allemande défie les États-Unis de Michael Jordan, Magic Johnson et Larry Bird. Cependant, l’Allemagne subit une lourde défaite face à la « Dream Team » (111-68). Après la défaite, l’équipe nationale est assurée d'une place en quart de finale. En quart de finale, l’Allemagne perd contre l’équipe unifiée représentant l’ex-Union soviétique 83-76, pour terminer le tournoi en tour de classement et terminer la compétition à la 7e place.
Lors de l’EuroBasket 1993, l’Allemagne participe au tournoi en tant qu’hôte. Après la retraite de Detlef Schrempf, les attentes de l’équipe nationale pour le tournoi européen 1993 sont modestes. Cependant, l’Allemagne impressionne puisqu’elle atteint les quarts de finale où elle bat l’Espagne, 77 à 79 en prolongation et atteint les demi-finales pour la première fois. Après une victoire de 76 à 73 contre la Grèce en demi-finale, l’Allemagne retrouve la Russie en finale. L'Allemagne remporte son premier titre européen 71 à 70 contre la Russie. De plus, Christian Welp reçoit le titre de meilleur joueur du tournoi. Après le triomphe de l’Allemagne, l'équipe n'arrive pas à sortir des phases de groupes lors du Championnat du Monde FIBA en 1994, et des deux éditions suivantes de l’EuroBasket (1995, 1997).

### L'Ère Dirk Nowitzki (1999-2015)

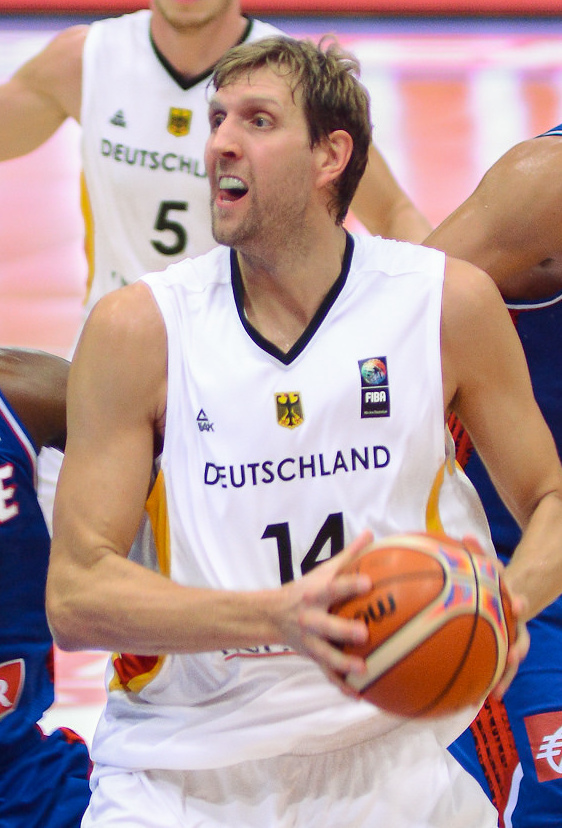
Dirk Nowitzki

Avant le début de l’EuroBasket 1999, l’entraîneur choisit le prodige de 21 ans, Dirk Nowitzki des Mavericks de Dallas pour jouer en équipe nationale senior pour la première fois. Dans son premier match du tournoi, Nowitzki mène l’Allemagne avec 21 points et 5 rebonds, battant de justesse la Grèce 59-58. Après une défaite de dix points dans son deuxième match contre la Lituanie, l’équipe se remet sur la bonne voie avec une victoire 68 à 77 contre la République tchèque pour se qualifier en quart de finale. Cependant, l’Allemagne perd en quart de finale contre la Yougoslavie, 78 à 68, pour terminer la compétition dans la phase de classement et à la 7e place.
Après avoir raté les Jeux olympiques de 2000, l’Allemagne se qualifie pour l’EuroBasket 2001. Le premier match de l’équipe est contre l’Estonie, dans lequel Dirk Nowitzki marque 33 points et prend 12 rebonds pour mener l’Allemagne à une victoire 92 à 71. Après sa victoire, l’Allemagne remporte deux de ses trois matchs suivants. En quart de finale contre la France, les 32 points de Nowitzki aident l’équipe à se qualifier en demi-finale contre la Turquie. Le parcours de l’Allemagne se termine en demi, après avoir perdu après prolongation contre les Turcs 78-79. Avec la médaille de bronze encore possible, l'équipe nationale allemande s'incline dans le match pour la troisième place face à l'Espagne du jeune espoir espagnol Pau Gasol.
Lors du Championnat du monde FIBA 2002, l’Allemagne est dans le groupe C pour commencer la compétition. Le premier match de l’équipe est une victoire contre la Chine (76-88), avec Dirk Nowitzki en tête une fois de plus (30 points et 8 rebonds). Après cette victoire, l’Allemagne atteint les quarts de finale avec un match revanche contre l’Espagne, contre qui elle avait perdu le match pour la médaille de bronze à EuroBasket 2001. L’équipe allemande remporte le match 70 à 62 et se qualifie pour les demi-finales. En demi-finale, l’Allemagne s'incline de peu face à l’Argentine du jeune espoir Manu Ginóbili (80-86), et joue dans le match de la troisième place. L’Allemagne remporte sa première médaille à la Coupe du monde en battant la Nouvelle-Zélande 117 à 94 dans le match pour la médaille de bronze. De plus, la star de l’équipe nationale Dirk Nowitzki est nommé meilleur joueur du tournoi.
Un an plus tard, à l'EuroBasket 2003, l’Allemagne subit sa pire performance dans la compétition depuis l’édition 1997. L’équipe ne réussit pas à sortir de la phase de groupe, et manque également la qualification pour les Jeux olympiques de 2004 car le tournoi était également qualificatif. L’équipe allemande participe à l'EuroBasket 2005 et atteint les quarts de finale où elle bat la Slovénie sur le score de 76 à 62. En demi-finale, Dirk Nowitzki, qui joue la totalité du match, enregistrant 27 points et 7 rebonds permet à l’Allemagne de vaincre l’Espagne 74 à 73 et d'atteindre la finale pour la première fois en 12 ans. Cependant, l’équipe perd la finale contre la Grèce sur le score de 78 à 62. Même dans la défaite, le jeu développé par Nowitzki tout au long de la compétition lui vaut le prix de meilleur joueur,.
Pour leur entrée dans le Championnat du Monde FIBA 2006, l’Allemagne remporte trois de ses quatre premiers matchs, et est à égalité pour la deuxième place dans le groupe B avec l’Angola. Avec un match contre l'Angola à jouer dans la phase de groupe, Dirk Nowitzki réalise son record personnel du tournoi avec 47 points pour une victoire après trois prolongations de 108 à 103 pour s’assurer la deuxième place,. L'Allemagne bat le Nigeria 78 à 77 en huitième de finale mais est éliminée en quart de finale par un Carmelo Anthony qui mène les États-Unis (85-65). À l'EuroBasket 2007, l’Allemagne atteint de nouveau les quarts de finale, mais elle est battue par les hôtes espagnols (83-55) et éliminée du tournoi.
Lors du tournoi de qualification olympique de 2008, l’Allemagne se qualifie pour les Jeux olympiques de 2008, après s’être emparée de la dernière place en battant Porto Rico sur le score de 96 à 82. L’Allemagne termine avec un bilan de 1 victoire et 4 défaites, et ne parvient pas à sortir de la phase préliminaire. À l'EuroBasket 2009, et cette fois sans Dirk Nowitzki, l’équipe nationale ne sort pas des poules.
Pour la qualification au Championnat du Monde FIBA 2010, l’Allemagne participe au tournoi en recevant un joker. Cependant, ils sont rapidement éliminés du tournoi, avec un bilan de 2 victoires et 3 défaites à l'issue de la phase de groupe. L’année suivante, à l'EuroBasket 2011, Nowitzki rejoint l’équipe nationale pour la première fois depuis les Jeux olympiques de 2008. Placée dans le groupe B pour commencer la compétition, l’Allemagne domine dans son premier match contre Israël (91-64). L’équipe remporte deux autres matches en poule pour terminer à 3 victoires et 2 défaites et se qualifier pour la deuxième phase de groupe. L’Allemagne ne remporte qu’un match contre la Turquie et est éliminée. L'Allemagne ne réussit pas à se qualifier pour les Jeux olympiques de 2012, mais participe à l’EuroBasket 2013. Sans Dirk Nowitzki, les attentes pour l’équipe sont limitées. Placée dans le groupe A, l’Allemagne commence le tournoi avec une victoire surprise sur la France (80-74). Cependant, après ce premier match, l’équipe est battue dans trois de ses quatre prochains matchs en poule pour être éliminée.
Pour l'EuroBasket 2015, l’Allemagne est choisie comme l’un des quatre coorganisateurs de l’événement. Avec le retour de Dirk Nowitzki dans l’équipe pour la première fois depuis 2011 et les débuts en compétition officielle du jeune espoir allemand des Hawks d'Atlanta, Dennis Schröder, il y a de l’espoir qu’il puisse encore aider l’Allemagne pour une course à la médaille. Positionnée dans le groupe B, considéré par beaucoup comme le "groupe de la mort", l’Allemagne l’emporte dans son premier match contre l’Islande (71-65),. Après la victoire, l’équipe allemande perd ses quatre matchs suivants du tour préliminaire par sept points ou moins dans chaque match pour clore l’épreuve avec un bilan de 1 victoire pour 4 défaites. Après un tournoi difficile pour l’Allemagne, la légende de l’équipe nationale, Dirk Nowitzki, annonce sa retraite internationale à  l'âge de 37 ans.
L'EuroBasket 2015 marque la fin de l'ère Dirk Nowitzki pour l'équipe nationale allemande. 

### L'Ère Dennis Schröder (depuis 2015) et premier titre de champion du monde (2023)

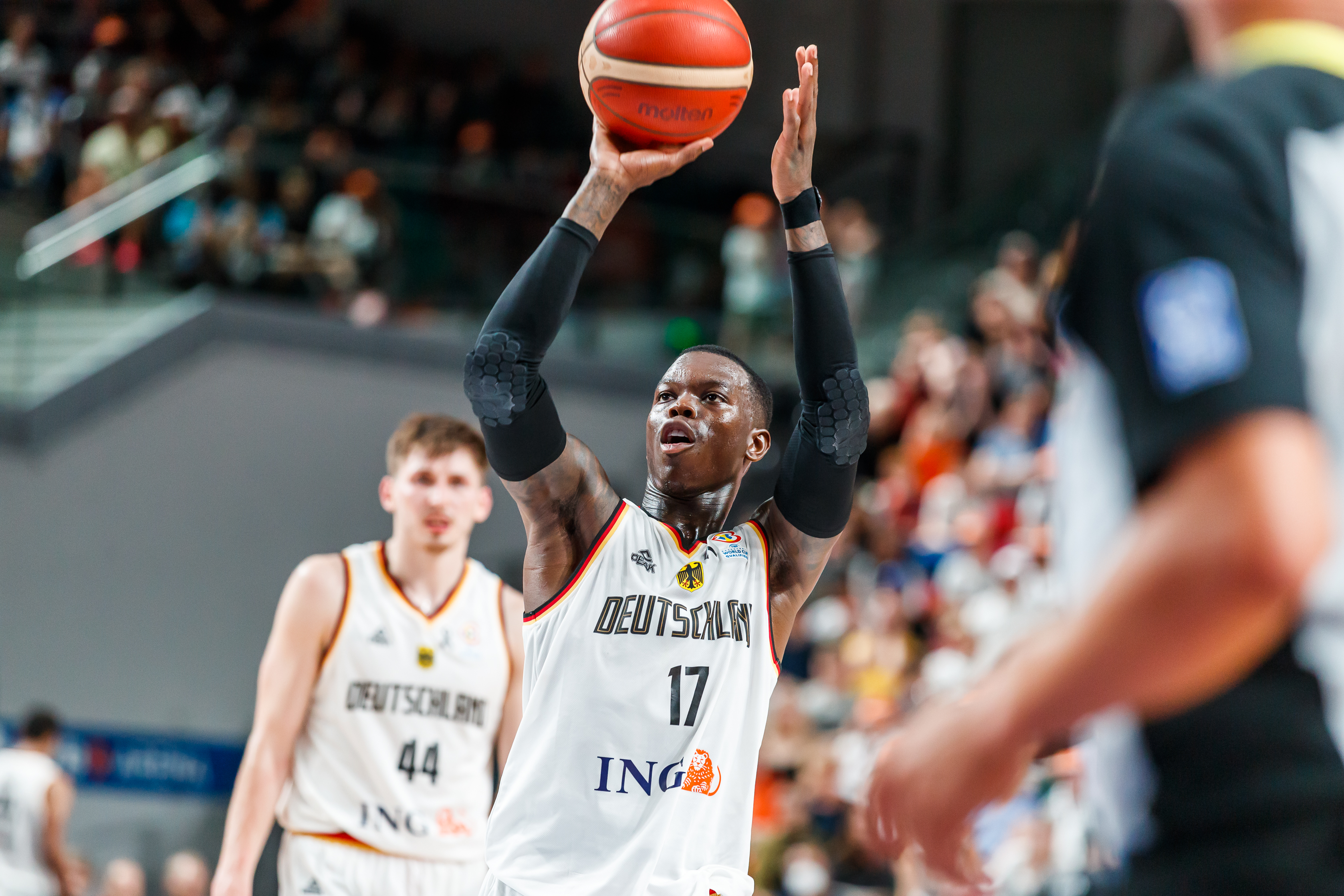
Dennis Schröder en 2022

Avec la déception de la précédente édition de l'EuroBasket en 2015, l’Allemagne ne fait plus partie des meilleures équipes européennes et doit entamer une reconstruction. Lors de l'EuroBasket 2015, Dennis Schröder s'affirme comme un joueur important de l'équipe.
Lors des qualifications pour l’EuroBasket 2017, l’Allemagne bat le Danemark pour son premier match (101-74), avant sa rencontre contre l’Autriche. Le public autrichien soutient son équipe qui tient tête aux Allemands durant la majorité du match, mais l’Allemagne l'emporte toutefois à l’extérieur sur le score de 59 à 61. Après sa victoire en Autriche, l’équipe allemande a un bilan de 4 victoires et 2 défaites et est assurée de sa qualification.
Pour le tournoi, l’Allemagne termine deuxième du groupe B avec un bilan de 3 victoires et 2 défaites et se qualifie pour la suite du tournoi. Ils battent la France 84 à 81. L'Allemagne est battue en quart de finale sur le score de 84 à 72 par l'Espagne. Dennis Schröder, la star allemande, termine deuxième meilleur marqueur du tournoi.
Lors des qualifications européennes pour la Coupe du monde FIBA 2019, l’Allemagne ouvre sa campagne de qualification de la Coupe du monde avec une victoire à domicile contre la Géorgie (79-70). Après la victoire, l’Allemagne remporte ses 6 matches de qualification sans aucune défaite. Lors de la seconde phase de qualification, l’équipe bat facilement l’Estonie (43-86) dans le premier match. Face à Israël, dans le deuxième match, avec une chance de se qualifier pour la Coupe du monde avec quatre matchs à jouer, l’Allemagne remonte un retard de 23 points pour finalement gagner en prolongation 112 à 98 avec 30 points et 13 passes décisives pour Schröder,.
Pour la première phase finale de la Coupe du monde depuis 2010, l’Allemagne est dans le Groupe F. Cependant, après deux défaites serrées contre la France et la République dominicaine, l’Allemagne bat facilement la Jordanie (96-62). Avec un bilan de 1 victoire et 2 défaites, l’équipe allemande est éliminée du tournoi principal et envoyée en phase de classement pour terminer la compétition à la 18e place.

Deux ans plus tard, l’Allemagne est invaincue (4 victoires-0 défaite) lors du tournoi de qualification olympique à Split, en Croatie et se qualifie pour les Jeux olympiques de Tokyo 2020. L'équipe allemande est privée de Dennis Schröder pour la compétition car les frais d'assurance pour que le joueur participe à la compétition sont trop élevés en raison de sa situation contractuelle en NBA. Aux Jeux olympiques de 2020, qui sont reportés à 2021 en raison de la pandémie de Covid-19, l’Allemagne termine avec 1 victoire et 2 défaites la phase préliminaire. Cependant, l’équipe étant classée comme l’une des meilleures troisièmes places des trois groupes, elle se qualifie pour les phases finales. 

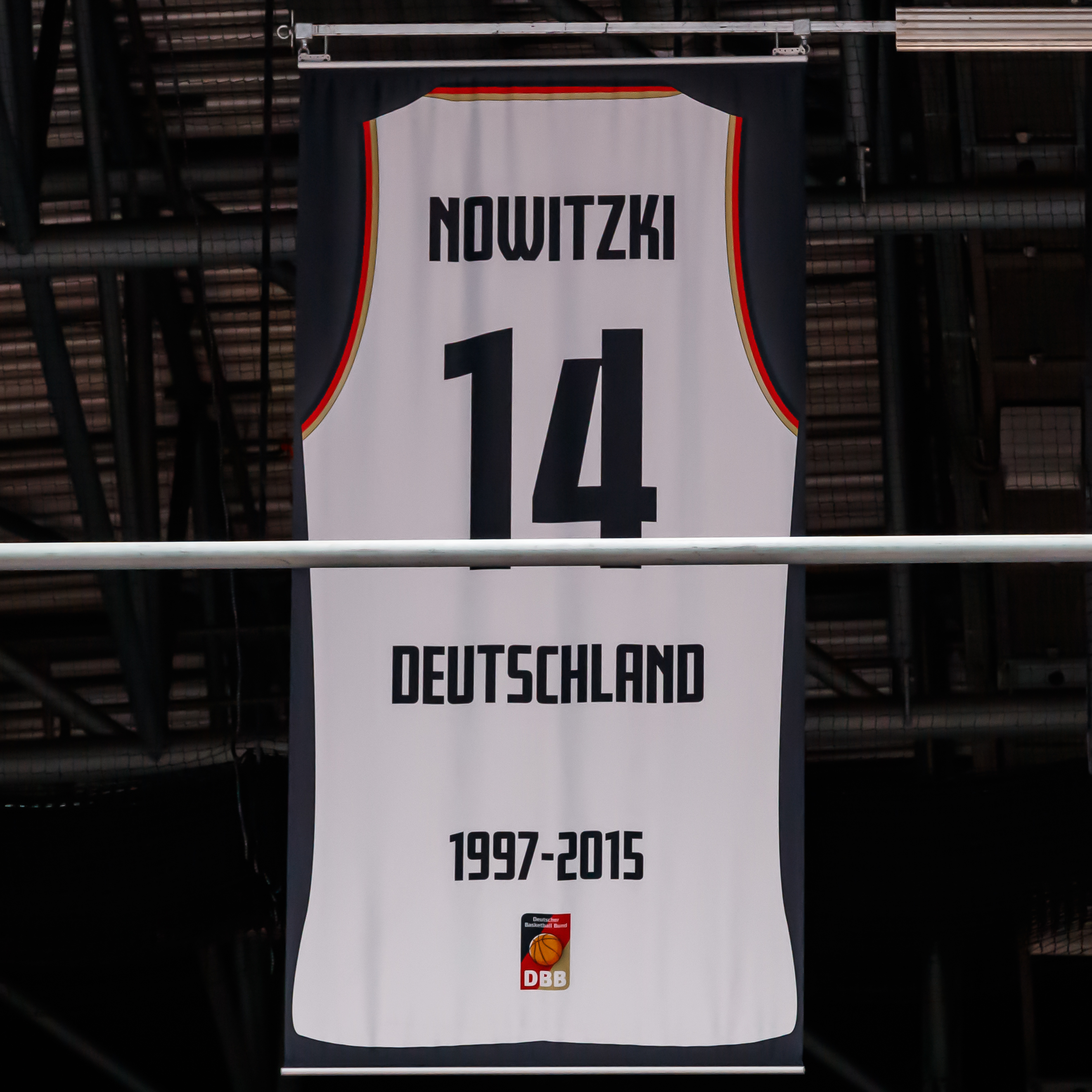
Le numéro 14 de Dirk Nowitzki retiré de l'équipe d'Allemagne.

 En quart de finale, l'Allemagne est battue par la Slovénie de Luka Dončić (86-70) et est éliminée du tournoi olympique. 
L'équipe d'Allemagne, en tant que pays co-hôte de la compétition, est automatiquement qualifiée pour participer à l'EuroBasket 2022. Avant son premier match de la compétition, l'équipe d'Allemagne rend hommage à sa légende Dirk Nowitzki en retirant le numéro 14 de ses maillots. Pour son premier match, les coéquipiers de Dennis Schröder s'imposent face à la France sur le score de 76 à 63. Les Allemands s'imposent ensuite face à la Lituanie 109 à 107 après deux prolongations mais s'inclinent face à la Slovénie (80 à 88). Après une dernière victoire face à la Hongrie (106 à 71), l'équipe d'Allemagne termine deuxième de son groupe, puis s'impose en huitième de finale, 85 à 79, face au Monténégro. En quart de finale, les Allemands s'imposent 107 à 96 face à la Grèce de Giánnis Antetokoúnmpo. Les joueurs allemands remportent la petite finale face à la Pologne (82 à 69) et remportent la médaille de bronze, première médaille depuis 2005 pour le capitaine Dennis Schröder et ses coéquipiers.
En novembre 2022, l'équipe allemande décroche son billet pour la Coupe du monde 2023. Les allemands sont dans le groupe E avec la Finlande, l'Australie et le Japon. Les allemands s'impose 81 à 63 face au Japon en ouverture du tournoi avec 25 points et 9 rebonds de Moritz Wagner, puis s'imposent face à l'Australie (85 à 82) et enfin, s'imposent face à la Finlande 101 à 75 et l'Allemagne termine première de son groupe. Durant le deuxième tour, les allemands battent la Géorgie (100 à 73) et la Slovénie (100 à 71) avec 24 points et 10 passes décisives de Dennis Schröder et se qualifient pour les quarts de finale. Durant ce match, les allemands s'imposent 81 à 79 face à la Lettonie et se qualifient pour les demis finales du tournoi. La défaite de la Slovénie face au Canada lors du dernier quart de finale assure à l'Allemagne de finir parmi les deux meilleures équipes européennes du tournoi et donc de se qualifier directement pour les Jeux olympiques 2024. Puis, les allemands battent Team USA en demi-finale (113 à 111). En finale, les allemands s'imposent 83 à 77 face à la Serbie et remporte le premier titre de champion de monde de leur histoire. Dennis Schröder est élu meilleur joueur de la compétition.
Pour les Jeux olympiques de Paris 2024, les Allemands sont dans la poule B avec la France, le Brésil et le Japon. Pour leur entrée dans la compétition, les Allemands s'imposent facilement 97 à 77 face au Japon. Face au Brésil, les Allemands s'imposent 86 à 73 avec 20 points de Dennis Schröder, 17 points de Franz Wagner et 15 points d'Isaac Bonga, à eux trois, ils inscrivent 52 des 86 points allemands. Pour leur troisième match de groupe, l'Allemagne triomphe facilement de la France sur le score de 85 à 71. En quart de finale, ils s'imposent face à la Grèce, 76 à 63, malgré les 22 points de Giánnis Antetokoúnmpo. En demi-finale, les Allemands retrouvent l'équipe de France mais contrairement au match de poule, cette fois-ci l'Allemagne s'incline 69 à 73 et voit son rêve olympique s'arrêter. Pour la médaille de bronze, les Allemands s'inclinent face à la Serbie de Nikola Jokić, 83 à 93, et terminent au pied du podium du tournoi olympique.

## Résultats

### Palmarès
| Compétitions mondiales                                                                 | Compétitions continentales                                                   |
| -------------------------------------------------------------------------------------- | ---------------------------------------------------------------------------- |
| - Jeux olympiques - Néant - Coupe du monde (1) - Vainqueur en 2023 - Troisième en 2002 | - EuroBasket (1) - Vainqueur en 1993 - Finaliste en 2005 - Troisième en 2022 |

### Parcours en compétitions internationales

#### Jeux olympiques
| Année | Position          |      | Année         | Position     |               | Année | Position |
| 1936  | 18e               | 1976 | Non qualifiée | 2008         | 10e           |       |          |
| 1948  | Interdit d'entrer | 1980 | Non qualifiée | 2012         | Non qualifiée |       |          |
| 1952  | Non qualifiée     | 1984 | 8e            | 2016         | Non qualifiée |       |          |
| 1956  | Non qualifiée     | 1988 | Non qualifiée | 2020         | 8e            |       |          |
| 1960  | Non qualifiée     | 1992 | 7e            | 2024         | 4e            |       |          |
| 1964  | Non qualifiée     | 1996 | Non qualifiée | 2028         | -             |       |          |
| 1968  | Non qualifiée     | 2000 | Non qualifiée | 2032         | -             |       |          |
| 1972  | 12e               | 2004 | Non qualifiée | Pays inconnu | -             |       |          |

#### Coupe du monde
| Année | Position          |      | Année         | Position |               | Année | Position |
| 1950  | Interdit d'entrer | 1978 | Non qualifiée | 2006     | 8e            |       |          |
| 1954  | Non qualifiée     | 1982 | Non qualifiée | 2010     | 17e           |       |          |
| 1959  | Non qualifiée     | 1986 | 16e           | 2014     | Non qualifiée |       |          |
| 1963  | Non qualifiée     | 1990 | Non qualifiée | 2019     | 18e           |       |          |
| 1967  | Non qualifiée     | 1994 | 12e           | 2023     | Vainqueur     |       |          |
| 1970  | Non qualifiée     | 1998 | Non qualifiée | 2027     | -             |       |          |
| 1974  | Non qualifiée     | 2002 | Troisième     | 2031     | -             |       |          |

#### EuroBasket
| Année | Position      |      | Année         | Position     |           | Année | Position |
| 1935  | Non qualifiée | 1969 | Non qualifiée | 1999         | 7e        |       |          |
| 1937  | Non qualifiée | 1971 | 9e            | 2001         | 4e        |       |          |
| 1939  | Non qualifiée | 1973 | Non qualifiée | 2003         | 9e        |       |          |
| 1946  | Non qualifiée | 1975 | Non qualifiée | 2005         | Finaliste |       |          |
| 1947  | Non qualifiée | 1977 | Non qualifiée | 2007         | 5e        |       |          |
| 1949  | Non qualifiée | 1979 | Non qualifiée | 2009         | 11e       |       |          |
| 1951  | 12e           | 1981 | 10e           | 2011         | 9e        |       |          |
| 1953  | 14e           | 1983 | 8e            | 2013         | 17e       |       |          |
| 1955  | 17e           | 1985 | 5e            | 2015         | 17e       |       |          |
| 1957  | 13e           | 1987 | 6e            | 2017         | 7e        |       |          |
| 1959  | Non qualifiée | 1989 | Non qualifiée | 2022         | Troisième |       |          |
| 1961  | 16e           | 1991 | Non qualifiée | 2025         | -         |       |          |
| 1963  | Non qualifiée | 1993 | Vainqueur     | 2029         | -         |       |          |
| 1965  | 14e           | 1995 | 10e           | Pays inconnu | -         |       |          |
| 1967  | Non qualifiée | 1997 | 12e           | Pays inconnu | -         |       |          |

## Équipe actuelle
Effectif pour les Jeux olympiques de Paris 2024.
| Numéro | Joueur             | Poste | Naissance         | Taille | Club actuel             |
| ------ | ------------------ | ----- | ----------------- | ------ | ----------------------- |
| 0      | Isaac Bonga        | 3     | 8 novembre 1999   | 2,03 m | Bayern Munich           |
| 1      | Oscar da Silva     | 4/5   | 21 septembre 1998 | 2,06 m | FC Barcelone            |
| 4      | Maodo Lô           | 1     | 31 décembre 1992  | 1,91 m | Olimpia Milan           |
| 5      | Niels Giffey       | 3     | 8 juin 1991       | 2,00 m | Bayern Munich           |
| 6      | Nick Weiler-Babb   | 2/3   | 12 décembre 1995  | 1,96 m | Bayern Munich           |
| 7      | Johannes Voigtmann | 5     | 30 septembre 1992 | 2,11 m | Olimpia Milan           |
| 9      | Franz Wagner       | 4     | 27 août 2001      | 2,06 m | Magic d'Orlando         |
| 10     | Daniel Theis       | 4/5   | 4 avril 1992      | 2,04 m | Clippers de Los Angeles |
| 13     | Moritz Wagner      | 4/5   | 26 avril 1997     | 2,11 m | Magic d'Orlando         |
| 17     | Dennis Schröder    | 1     | 15 septembre 1993 | 1,88 m | Nets de Brooklyn        |
| 32     | Johannes Thiemann  | 4     | 9 février 1994    | 2,05 m | Alba Berlin             |
| 42     | Andreas Obst       | 2     | 13 juillet 1996   | 1,91 m | Bayern Munich           |

Sélectionneur :  Gordon Herbert

## Personnalités marquantes

### Anciens joueurs emblématiques
- Uwe Blab
- Shawn Bradley
- Mithat Demirel
- Patrick Femerling
- Henning Harnisch
- Chris Kaman
- Michael Koch
- Ademola Okulaja
- Marko Pesic
- Henrik Rödl
- Pascal Roller
- Christian Welp

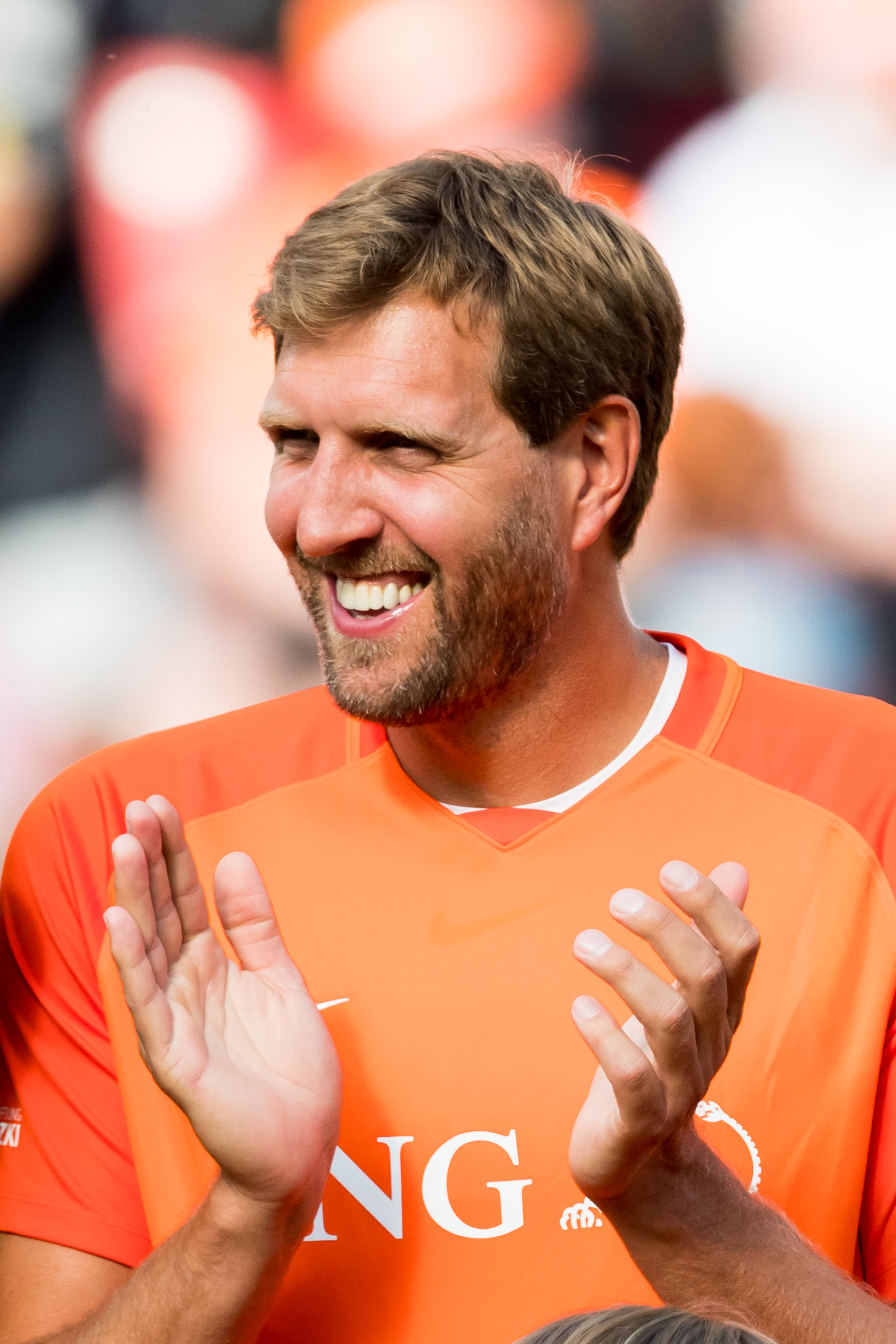
Dirk Nowitzki
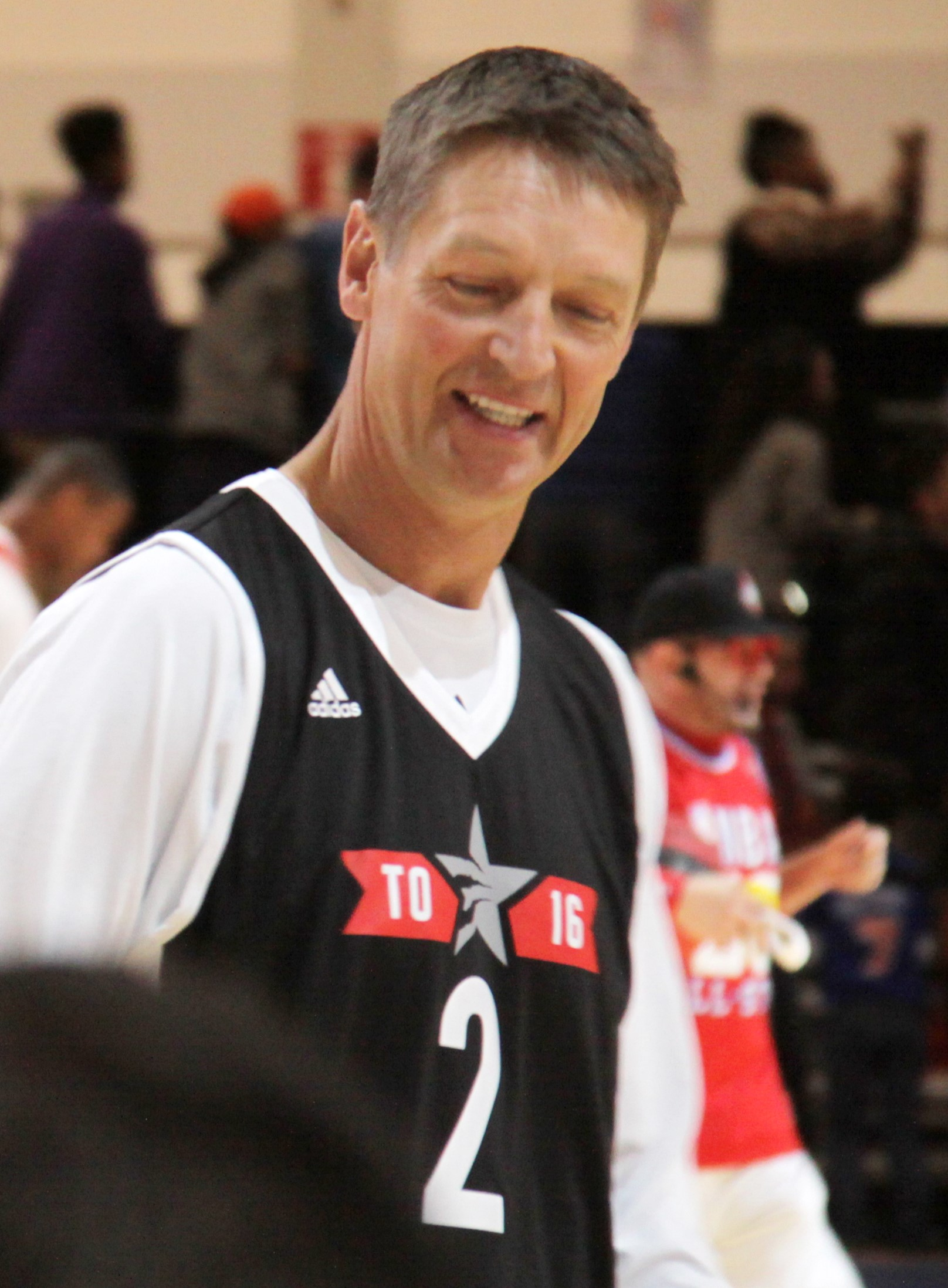
Detlef Schrempf

### Liste des sélectionneurs
- 1935-1942 :  Hugo Murero
- 1947-1951 :  Theo Clausen
- 1951-1956 :  Anton Kartak
- 1956-1961 :  Theodor Vychodil
- 1961-1962 :  Branimir Volfer
- 1962-1968 :  Yakovos Bilek
- 1968-1969 :  Kurt Siebenhaar
- 1969-1971 :  Miroslav Kriz
- 1971-1972 :  Theodor Schroder
- 1972-1973 :  Dietfried Kienast
- 1974-1976 :  Pascal Ezguilian
- 1976 :  Raimondo Nonato De Azevedo
- 1976-1980 :  Bernd Röder
- 1980-1982 :  Terry Schofield
- 1983-1984 :  Chris Lee
- 1983-1986 :  Ralph Klein
- 1987-1993 :  Svetislav Pešić
- 1994 :  Dirk Bauermann
- 1994-1997 :  Vladislav Lučić
- 1997-2003 :  Henrik Dettmann
- 2003-2012 :  Dirk Bauermann
- 2012 :   Svetislav Pešić
- 2013-2014 :  Frank Menz
- 2014 :  Emir Mutapčić
- 2014-2017 :  Chris Fleming
- 2017-2021 :  Henrik Rödl
- depuis 2021 :  Gordon Herbert